# Oman Air

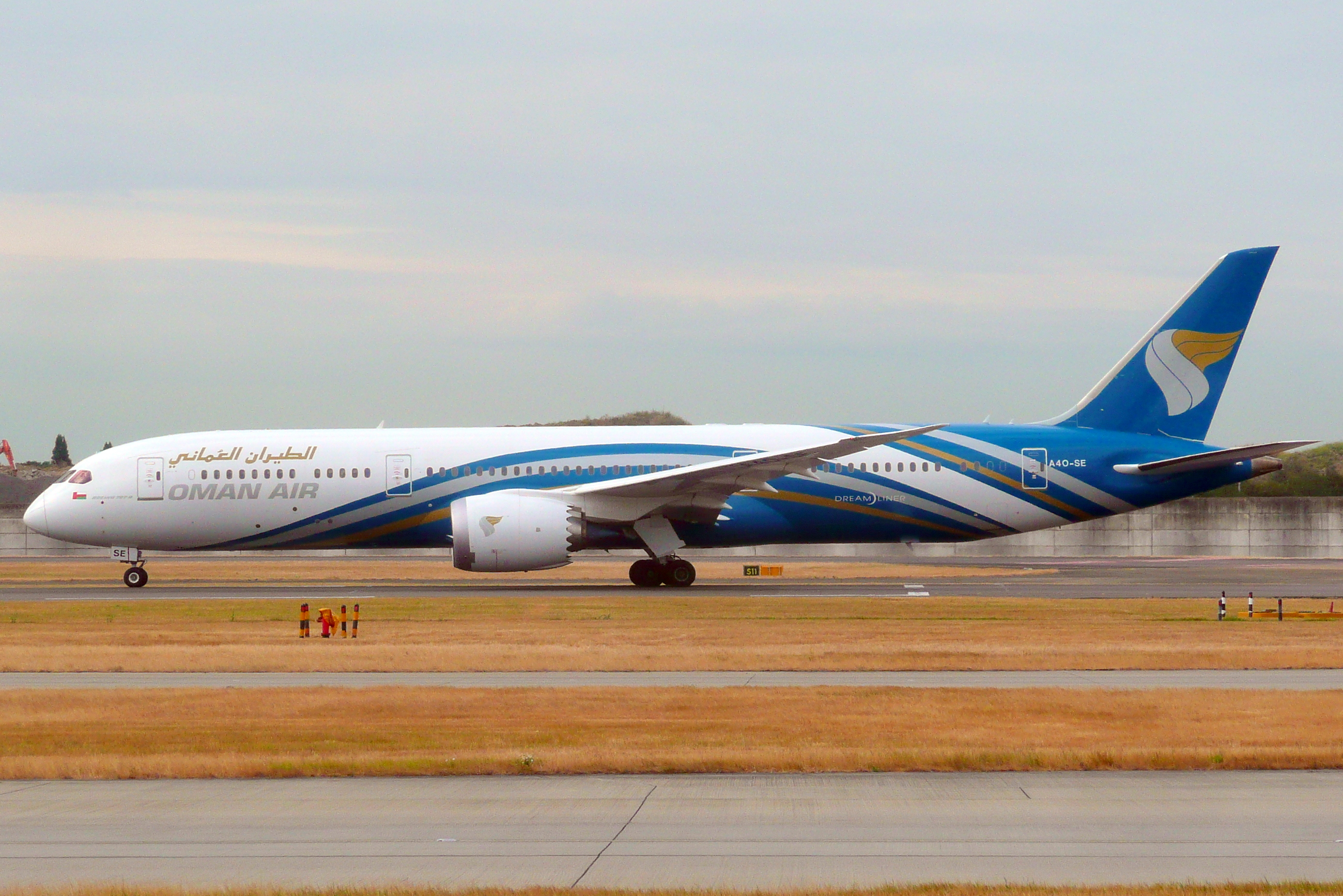
Boeing 787-9 linii Oman Air na lotnisku Londyn-Heathrow

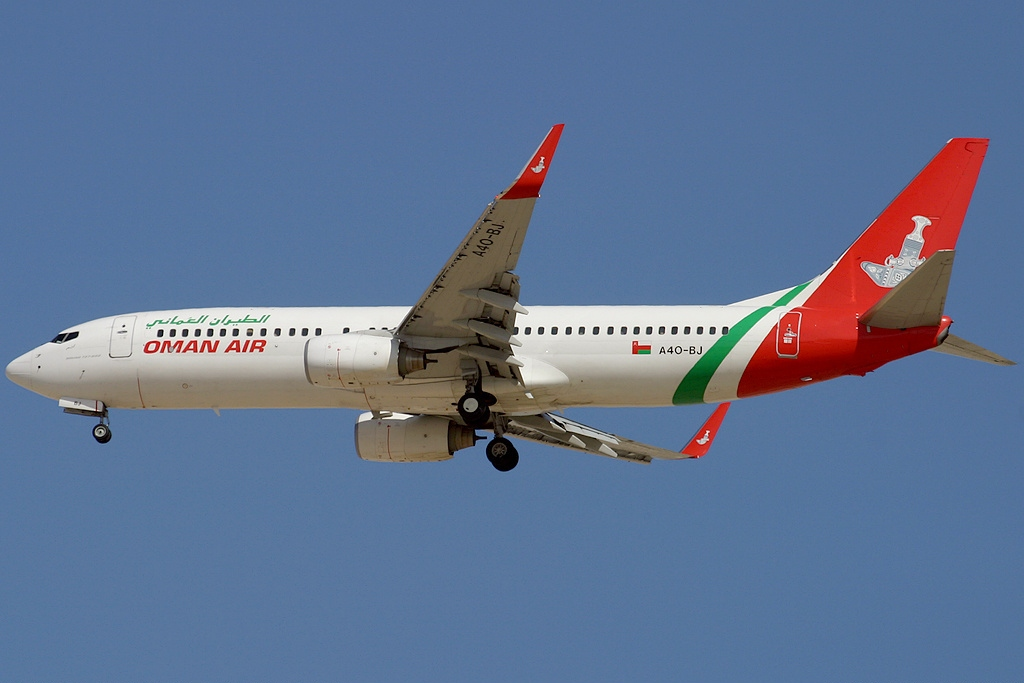
Boeing 737-800 w starych barwach Oman Air na lotnisku w Dubaju

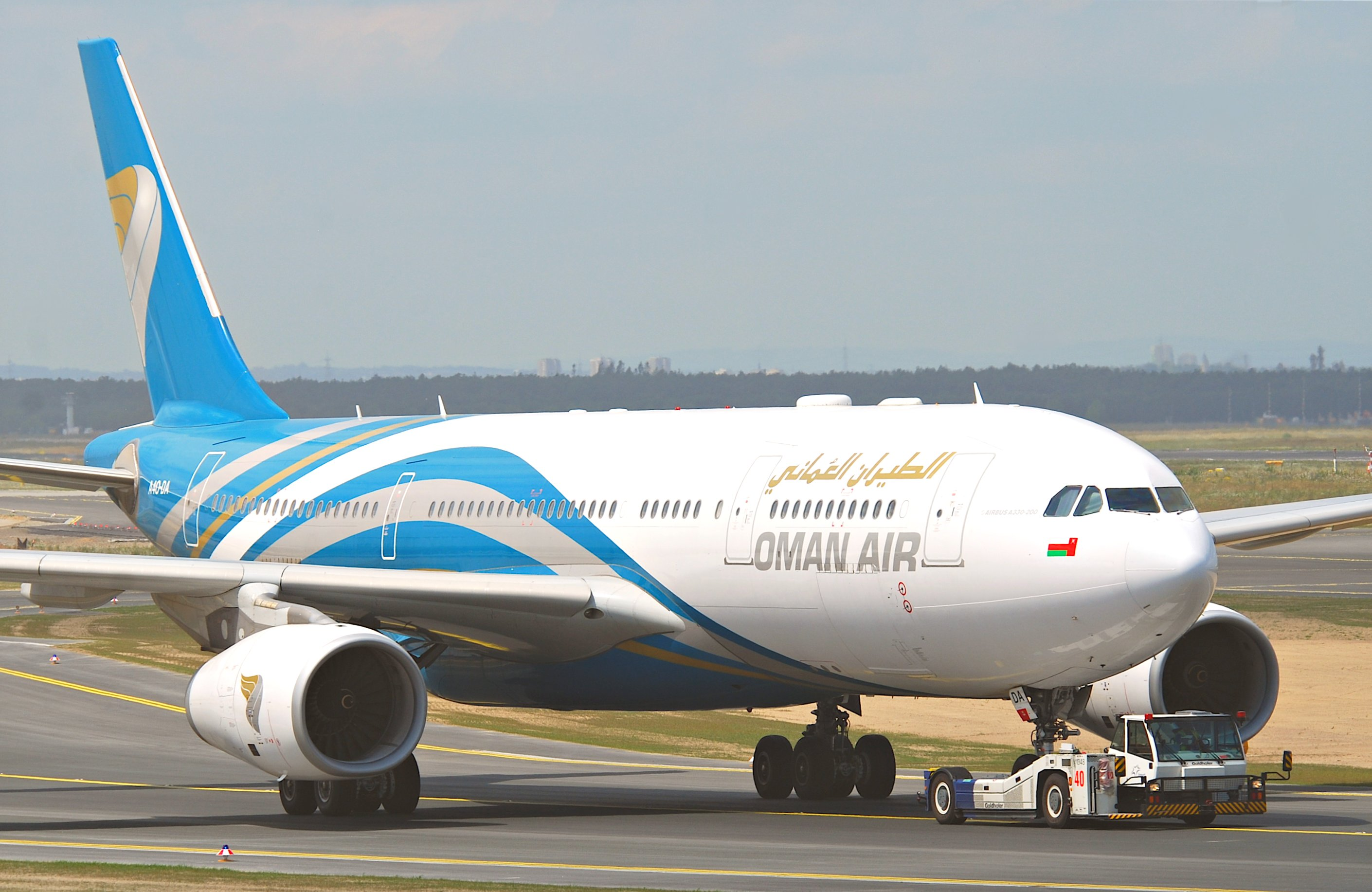
Airbus A330 linii na lotnisku we Frankfurcie nad Menem

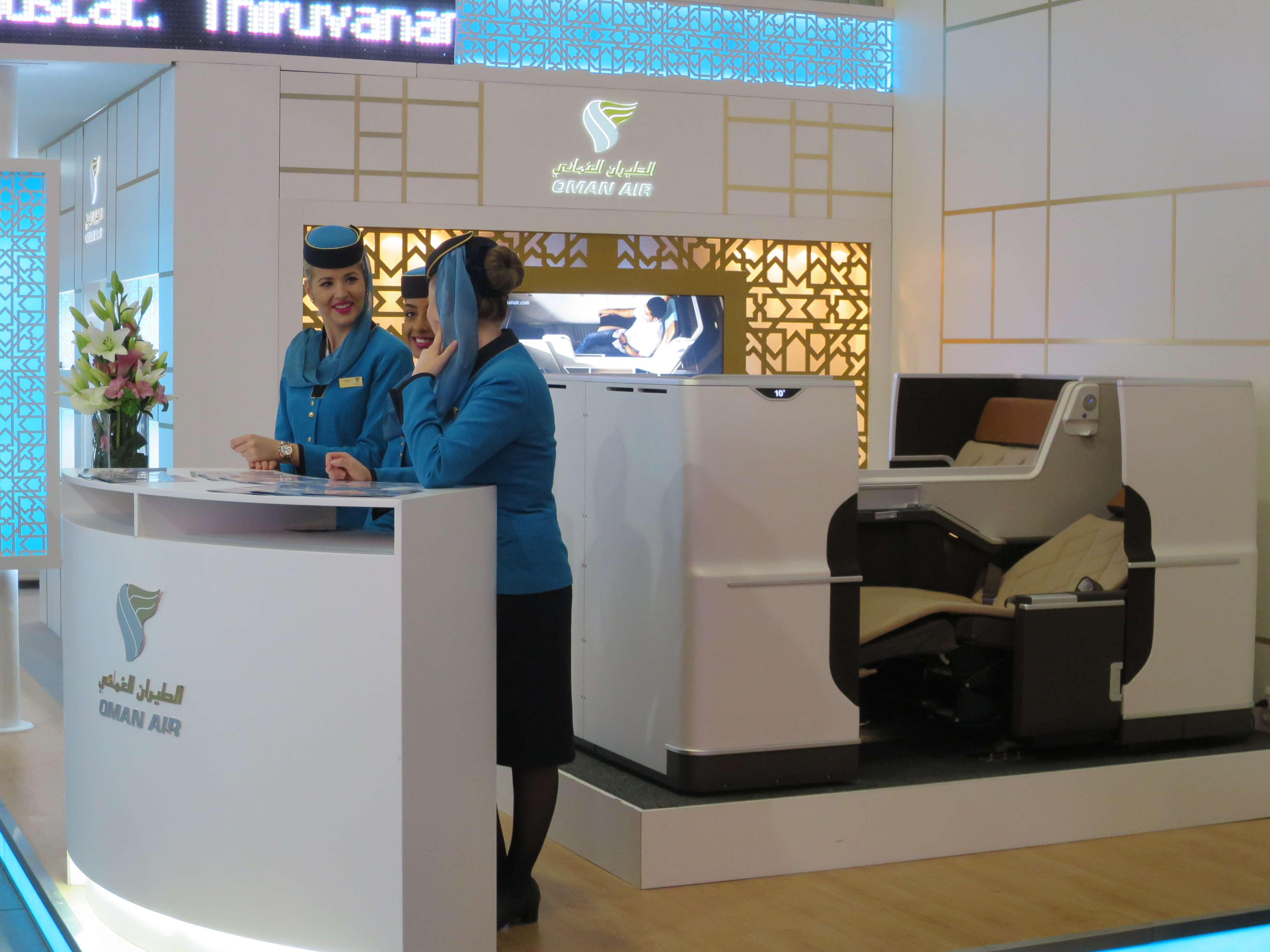
Oman Air na ITB Berlin 2017

Oman Air – omańska narodowa linia lotnicza, z siedzibą w Maskacie, który jest również głównym węzłem. Ma połączenia z Afryką, Azją i Europą.
Od 30 czerwca 2025 należy do sojuszu Oneworld.
Agencja ratingowa Skytrax przyznała liniom cztery gwiazdki.

## Kierunki lotów
Oman Air oferuje ze swojego głównego lotniska w Maskacie bezpośrednie połączenia do 42 portów lotniczych w 22 krajach.

### Połączenia codeshare
Oman Air posiada umowy codeshare z następującymi liniami:
| - Bangkok Airways - Egypt Air - Ethiopian Airlines - Etihad Airways - Garuda Indonesia - Gulf Air | - Kenya Airways - Kuwait Airways - KLM - Lufthansa - Malaysia Airlines - Qatar Airways | - Royal Jordanian - SalamAir - Saudia - SriLankan Airlines - Thai Airways - Turkish Airlines |

## Flota
Według stanu na sierpień 2025 flota Oman Air składała się z 36 samolotów o średnim wieku 7,3 lat:
| Samolot          | Samolot | Samolot   | Liczba miejsc | Liczba miejsc | Liczba miejsc | Liczba miejsc | Uwagi |
| Model            | Aktywne | Zamówione | F             | B             | E             | Łącznie       | Uwagi |
| ---------------- | ------- | --------- | ------------- | ------------- | ------------- | ------------- | ----- |
| Airbus A330-200  | 2       | –         | –             | 30            | 196           | 226           |       |
| Boeing 737-800   | 4       | –         | –             | 12            | 150           | 162           |       |
| Boeing 737-900ER | 3       | –         | –             | 12            | 171           | 183           |       |
| Boeing 737 MAX 8 | 16      | –         | –             | 12            | 150           | 162           |       |
| Boeing 737 MAX 8 | 16      | –         | –             | –             | 189           | 189           |       |
| Boeing 787-8     | 2       | –         | –             | 18            | 249           | 267           |       |
| Boeing 787-9     | 9       | 1         | 8             | 24            | 232           | 264           |       |
| Boeing 787-9     | 9       | 1         | –             | 30            | 258           | 288           |       |
| Łącznie          | 36      | 1         |               |               |               |               |       |